# Campeonato Brasileiro de Hóquei de 2011
O Campeonato Brasileiro de Hóquei de 2011 é a 35ª edição do Campeonato Brasileiro de Hóquei. A disputa ocorrerá entre 9 de maio e 14 de Maio com o mesmo regulamento dos anos anteriores, no Ginásio do Esporte Clube Corrêas, em Petrópolis, estado do Rio de Janeiro.

## Participantes
Apesar de não estarem ainda confirmadas, é natural que as equipes que participaram na edição de 2010 do Campeonato Brasileiro de Hóquei, participem novamente em 2011. Sendo assim a lista poderá ser:
| Equipe                             | Cidade      | Estado         | Em 2010 | Títulos        |
| ---------------------------------- | ----------- | -------------- | ------- | -------------- |
| Esporte Clube Corrêas              | Petrópolis  | Rio de Janeiro | 7º      | 1              |
| Sport Cimentos Nassau              | Recife      | PE             | 1º      | 3              |
| Associação Portuguesa de Desportos | São Paulo   | SP             | 4º      | 1              |
| Sertãozinho Hóquei Clube           | Sertãozinho | SP             | 3º      | 18             |
| Clube Internacional de Regatas     | Santos      | SP             | 6º      | 2              |
| Mogiana Hóquei Clube               | Sertãozinho | SP             |         | 0 (não possui) |
| Português/Chef                     | Recife      | PE             | 2º      | 4              |

## Campeonato

### Fase de grupo
| Equipas                            | Pts | J | V | E | D | GM | GS | DG  |
| ---------------------------------- | --- | - | - | - | - | -- | -- | --- |
| Sport Cimentos Nassau              | 13  | 6 | 4 | 1 | 1 | 20 | 13 | 7   |
| Esporte Clube Corrêas              | 11  | 6 | 3 | 2 | 1 | 24 | 13 | 11  |
| Associação Portuguesa de Desportos | 11  | 6 | 3 | 2 | 2 | 26 | 17 | 9   |
| Português/Chef                     | 8   | 6 | 2 | 2 | 2 | 17 | 16 | 1   |
| Sertãozinho Hóquei Clube           | 8   | 6 | 2 | 2 | 2 | 17 | 19 | -2  |
| Mogiana Hóquei Clube               | 7   | 6 | 2 | 1 | 3 | 16 | 17 | -1  |
| Clube Internacional de Regatas     | 0   | 6 | 0 | 0 | 6 | 7  | 28 | -14 |

### Fase Final
14 de Maio de 2011
|                                    | Jogo |                          | Nota        |
| ---------------------------------- | ---- | ------------------------ | ----------- |
| Esporte Clube Corrêas              | 3–2  | Sport Cimentos Nassau    | FINAL       |
| Associação Portuguesa de Desportos | 3–2  | Português/Chef           | 3º/4º Lugar |
| Mogiana Hóquei Clube               | 5–4  | Sertãozinho Hóquei Clube | 5º/6º Lugar |

## Classificação Final[6]
| Pos | Equipa                             | J | V | E | D | GM | GS | DG  |
| --- | ---------------------------------- | - | - | - | - | -- | -- | --- |
| 1   | Esporte Clube Corrêas              | 7 | 4 | 2 | 1 | 27 | 15 | 12  |
| 2   | Sport Cimentos Nassau              | 7 | 4 | 1 | 2 | 22 | 16 | 6   |
| 3   | Associação Portuguesa de Desportos | 7 | 4 | 2 | 2 | 29 | 19 | 10  |
| 4   | Português/Chef                     | 7 | 2 | 2 | 3 | 19 | 19 | 0   |
| 5   | Mogiana Hóquei Clube               | 7 | 3 | 1 | 3 | 21 | 21 | 0   |
| 6   | Sertãozinho Hóquei Clube           | 7 | 2 | 2 | 3 | 21 | 24 | -3  |
| 7   | Clube Internacional de Regatas     | 6 | 0 | 0 | 6 | 7  | 28 | -14 |

## Ligações Externas

### Sítios Brasileiros
- Confederação Brasileira de Hóquei e Patinação
- Blog 7 Esporte sobre Hóquei Brasileiro

### Sítios de Clubes Brasileiros
- Esporte Clube Corrêas
- Clube Internacional de Regatas
- Clube Português do Recife
- Casa de Portugal de Teresópolis
- Fortaleza Esporte Clube
- Clube Náutico Capibaribe
- Sport Clube do Recife
- Associação Portuguesa dos Desportos

### Internacional
- Ligações ao Hóquei em todo o Mundo
- Mundook-Actualidade Mundial do Hóquei Patinado (em Português)
- Cumhoquei-Actualidade Mundial do Hóquei Patinado (em Português)
- rink-hockey-news-Actualidade Mundial do Hóquei Patinado (em Inglês)